# Shae-Lynn Bourne
Pour les articles homonymes, voir Bourne.
Shae-Lynn Bourne, née le 24 janvier 1976 à Chatham en Ontario est une patineuse canadienne. Son partenaire en danse sur glace était Victor Kraatz. Ils ont commencé à patiner ensemble en 1991. Ils sont devenus le premier couple canadien et nord-américain à devenir champion du monde en danse sur glace, en 2003. Ils sont les premiers danseurs sur glace à introduire l'hydroblading dans leurs programmes.
Shae-Lynn et Victor ont cessé de patiner ensemble en décembre 2003. Shae-Lynn patine occasionnellement en solo dans des spectacles et est l'entraîneur du couple de danseurs canadien, Kaitlyn Weaver et Andrew Poje. Elle est aussi une des chorégraphes de Joannie Rochette, ainsi que de Yuzuru Hanyu.
Shae-Lynn s'est mariée le 12 août 2005, avec Nikolai Morozov. Ils ont divorcé en juillet 2007.
Shae-Lynn Bourne et Victor Kraatz ont été intronisés au Temple de la renommée de Patinage Canada en 2007.

## Palmarès
Avec son partenaire Victor Kraatz
| Compétition             | 1993    | 1994    | 1995    | 1996    | 1997    | 1998    | 1999    | 2000    | 2001    | 2002    | 2003    |  |  |  |
| Jeux olympiques d'hiver |         | 10e     |         |         |         | 4e      |         |         |         | 4e      |         |  |  |  |
| Championnats du monde   | 14e     | 6e      | 4e      | 3e      | 3e      | 3e      | 3e      |         | 4e      | 2e      | 1re     |  |  |  |
| Quatre continents       |         |         |         |         |         |         | 1re     |         | 1re     |         | 1re     |  |  |  |
| Championnats du Canada  | 1re     | 1re     | 1re     | 1re     | 1re     | 1re     | 1re     | F       | 1re     | 1re     | 1re     |  |  |  |
|                         |         |         |         |         |         |         |         |         |         |         |         |  |  |  |
| Grand Prix ISU          | 1992/93 | 1993/94 | 1994/95 | 1995/96 | 1996/97 | 1997/98 | 1998/99 | 1999/00 | 2000/01 | 2001/02 | 2002/03 |  |  |  |
| Finale du Grand Prix    |         |         |         | 4e      | 1re     | 2e      | F       | 5e      | F       | 1re     |         |  |  |  |
| Skate America           |         |         |         |         |         |         |         |         | 3e      | 1re     |         |  |  |  |
| Skate Canada            | 6e      | 3e      | 1re     | 1re     | 1re     | 1re     | 1re     |         |         | 1re     |         |  |  |  |
| Coupe d'Allemagne       |         | 5e      |         |         | 2e      |         | 2e      | 1re     | 3e      |         |         |  |  |  |
| Trophée de France       |         |         |         |         |         |         |         |         |         | 2e      |         |  |  |  |
| Coupe de Russie         |         |         |         |         |         |         |         | 2e      |         |         |         |  |  |  |
| Trophée NHK             |         |         |         | 2e      |         | 2e      |         |         |         |         |         |  |  |  |
| Légende : F = Forfait   |         |         |         |         |         |         |         |         |         |         |         |  |  |  |